# ベースフード
ベースフード株式会社（BASE FOOD, Inc.）は、東京都目黒区に本社を置く食料品メーカー。

## 事業概要
- 全粒粉や大豆、チアシードなどを原料とする完全栄養食を開発・販売している[2]。
- 売上高の大半をECチャネル（自社及び他社）によっており、2024年2月期における比率は68.1%[2]。
- ECの定期購入者向けオンラインコミュニティ「BASE FOOD Labo」を開設してユーザーへの情報発信や情報共有・意見交換を行っている[3]。

## 沿革
- 2016年4月 - 東京都世田谷区に設立[2]。
- 2017年2月 - 他社ECチャネル（Amazon）での販売を開始[2]。
- 2017年5月 - 自社ECチャネルでの販売を開始[2]。
- 2020年11月 - 卸販売チャネルでの販売を開始[2]。
- 2022年3月 - オンラインコミュニティ「BASE FOOD Labo」のアプリをリリース[2]。
- 2022年11月15日 - 東京証券取引所グロース市場に上場[4]。
- 2023年10月23日 - 商品の一部製造ロットにカビが多発するおそれがあると発表、カビが生えている商品を購入した消費者には交換・返金対応を図った[5]。翌10月24日には当該ロット約76万袋の自主回収を発表[6]。
- 2024年10月8日 - 農林水産省が運営する「スタートアップの大規模技術実証を支援する中小企業イノベーション創出推進事業」のテーマＬ（穀物の新規需要を創出する製造技術の実証）に採択[7]。